# Trykstyrke
Trykstyrken er den maksimale sammenpresning, et materiale kan tåle uden at bryde sammen. Hvis bruddet opstår pludseligt og fremtræder som et skørt brud, kan en kontrolleret afprøvning som regel give ret præcise værdier. Det gælder materialer som f.eks. beton, glas og keramik. Metaller, der mest af alt er kendetegnet ved duktilitet, dvs. en evne til at flyde plastisk under træk, viser forskellig trykstyrke alt afhængigt af prøvevilkårene. Eksempler på trykstyrker, målt i MPa:
- Is 6
- Beton 50
- Porcelæn 350
- Støbejern 700 (mod en trækstyrke på kun 200 MPa).
- Glas 1000-1200
- Diamant 5000